# Gardenology.org
Gardenology.org е уики, онлайн енциклопедия за растениевъдство и градинарство на английски език. Тя стартира през 2007 г. Разполага с над 19 000 статии. Сайтът е справочна база данни за ботаника, култивиране, размножаване, поддръжка на растенията, речник на ботаническите имена и речник на термините в градинарството.
Сайтът използва софтуерната система за организиране и управление на съдържание „МедияУики“, както и разширението Semantic MediaWiki. За своето съдържание използва лиценза „Криейтив Комънс“. Статиите обхващат отделен вид или сорт, семейство, градинарски термин или градинарска тема. Сайтът има форуми за съобщения за дискусии, свързани с градинарството.